# Maleficent
Maleficent är en kvinnlig figur i Walt Disney Productions film Törnrosa och berättelsens antagonist.
Maleficent förekommer även som motståndare i datorspelserien Kingdom Hearts.
Maleficent är huvudrollen i spelfilmen Maleficent, som hade premiär den 28 maj 2014. I rollen som Maleficent syns Angelina Jolie. Maleficent förekommer också i filmen Descendants som Mals mamma.